# Dekzand
Le dekzand est une roche sédimentaire datant de l'époque glaciaire que l'on trouve principalement aux Pays-Bas.
Cette roche se forme quand il y a peu de végétation, de grands froids et beaucoup de vent.

## Lien Externe
- (nl) Dekzand (Geologie van Nederland)